# Acontia umbrosa
Acontia umbrosa là một loài bướm đêm trong họ Noctuidae.